# Kuwae

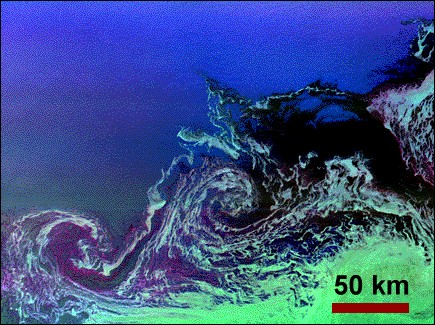
Foto din satelit formarea valurilor

Kuwae, numit și Karua este un vulcan submarin dintre insulele Epi și Tongoa, unul din cei mai activi vulcani din Vanuatu.

## Evenimentul cataclismic
Insulele Tongoa și Epi au făcut parte dintr-o insulă mai mare numită Kuwae. În folclorul local este descrisă o erupție catastrofică în urma căreia această insulă a fost distrusă, lăsând în loc cele două insule mai mici și o caldera ovală de 12 x 6 km între ele. Prăbușirile asociate cu formațiile tip caldera pot măsura până la 1,100 m. Circa 32–39 km cubi de magmă a erupt, făcând erupția Kuwae una din cele mai mari din ultimii 10,000 ani.
Mostrele de gheață recoltate în Antarctica și Groenlanda au relevat faptul că nivelul de particule de sulfați emiși la erupție a fost mai ridicat decât la oricare erupție de atunci încoace. Acest volum de materie eliminată este de peste șase ori mai mare decât cea de la erupția vulcanului Pinatubo în 1991 și ar fi avut drept consecințe răcirea extremă a întregii atmosfere a planetei pentru următorii trei ani.
De asemenea, analiza mostrelor a stabilit data catastrofei la sfârșitul anului 1452 sau începutul anului 1453.